# Juan López-Carrillo
Juan López-Carrillo (L'Ampolla, 2 de juliol de 1960) és un poeta i narrador català.
Ha treballat en diversos oficis: l'hostaleria, la construcció, les petroquímiques tarragonines i l'administració pública.
Va formar part del col·lectiu de poetes i escriptors Rotoarco (que després es va transformar en Editorial Rotoarco) i del comitè de redacció de la revista Et cetera, a més de coordinador de la revista La Poesia, señor hidalgo.
És autor de diversos llibres de poemes: Poemes amb ous ferrats, Los muertos no van al cine, 69/modelo para amar (fonamentalment de poesia visual), Poemax (El Big Bang) i Los años vencidos. Ha participat en diverses antologies i llibres en col·laboració: Poemas para combatir el coronavirus, Confines: Antología en tiempo de riesgo, #RelatosEnredados, L'amistat de la memòria, Palabras para Ashraf, Libro libre, La poesia de Gerard Vergés, El origen del mundo, etc.
Des de 2008 és membre del jurat del premi de poesia en català Joan Perucho «Vila d'Ascò».
Els seus poemes es caracteritzen pel sarcasme i la ironia, un humor brillant i unes elevades dosis d'erotisme.

## Obres[4][5]
- Poemes amb ous ferrats. Barcelona: Meteora, 2020. ISBN 9788412060362
- Los muertos no van al cine. Canet de Mar: Candaya, 2006. ISBN 9788493492328
- 69/modelo para amar. Barcelona: DVD, 2001. ISBN 8495007584
- Poemax (El Big Bang). Reus: Rotoarco, 1999. ISBN 8492319917
- Los años vencidos. Reus: Rotoarco, 1997. ISBN 8492319909

### Antologies i obres en col·laboració
- Poemas para combatir el coronavirus. Madrid: Los Papeles de Brighton / IES Ágora. ISBN 9788412332933
- Confines: Antología en tiempo de riesgo. La Plata: Pixel Editora, 2020. ISBN 9789873646485
- Arola Editors, vint anys de poesia: 1998-2018. Tarragona: Arola Editors, 2019. ISBN 9788494995125
- Fantasía y nuevos cantos para el trovador de Granada. Granada: Patronato Cultural Federico García Lorca de la Diputación de Granada, 2018.
- #RelatosEnredados: humor en las redes sociales. Barcelona: Huacanamo, 2017. ISBN 9788494050138
- L'amistat de la memòria: Homenaje al profesor Ramón Oteo. Tarragona: Rotoarco/Silva Editorial, 2016. ISBN 9788494554056
- Palabras para Ashraf. Palma: Los Papeles de Brighton, 2016. ISBN 9788494515835
- Libro libre. Tarragona: Arola, 2013. ISBN 9788494132773
- Poesia des dels balcons: I Festival de Poesia al carrer, dissabte 20 de juliol de 2013 Riba-Roja d'Ebre. Centenari de Salvador Espriu. Barcelona: Parnass, 2013 ISBN 9788494149535
- La poesia de Gerard Vergés. Cambrils: Silva editorial / Ajuntament de Cambrils / Universitat Rovira i Virgili, 2009. ISBN 9788492465316
- Cambrils: retrat amb paraules. Cambrils: Ajuntament de Cambrils, 2005. ISBN 8486769175
- El Origen del mundo: antología poética. Madrid: Hiperión, 2004. ISBN 8475178030
- Palabras frente al mar: antología. Cambrils: Trujal, 2003.
- Los Versos satíricos: antología de la poesía satírica universal para amantes del ludibrio en verso. Barcelona: Ma Non Troppo, 2001 ISBN 849560129X
- 11 Poetes a la Vaqueria – 1999. Tarragona: Arola Editors, 2000. ISBN 8495134454
- Tempestades de amor contra los cielos: homenaje a José Agustín Goytisolo. Cambrils: Trujal, 2000. ISBN 8492173750
- Homenaje a Vicente Aleixandre. Reus: Rotoarco, 1985. ISBN 8439833709
- Pasión primera. Reus: Rotoarco, 1984. ISBN 8439814941

Pròlegs
- Alfredo Gavín. El hijo de Clint Eastwood. Tarragona: Arola Editors, 2011. ISBN 9788492839889

Traduccions
- Eugeni Perea Simón. Amb pedres al ronyó / Con piedras en el riñón. Collioure: Fondation Antonio Machado, 2014. (En col·laboració amb Ramón García Mateos.) ISBN 9782350660660

L'any 2010 es va publicar una obra titulada: La Amistad es un múltiplo de 50: homenaje al poeta Juan López-Carrillo. Tarragona: Silva, 2010.